# 위문부
위문부(衛門府, えもんふ)은 일본 율령제의 관사이다. 처음에는 하나였으나, 다이도(大同) 3년(808년)에 (좌우) 위사부와 통합되어 일단 폐지되고 고닌(弘仁) 3년 (811년)에 좌우 위사부로 개칭과 함께 다시 설치될 때 좌위문부와 우위문부의 두 곳으로 분산 설치되었다. 
일본어 훈독으로는 「유게히노 쓰카사」(ゆげひのつかさ)라고 불리며, 한자로 靫負로 쓰이는 경우도 있다. 유게히(ゆげひ)는 유게오히(ゆぎおひ, 활통지기)의 전와로 유게(靫)는 활을 보관하는 것. 유게히가 다시 와전되어 유기에(ゆぎえ)이라고도 불린다. 당풍 명칭으로 금오(金吾), 감문(監門), 감부(監府)라고 한다. 위문부의 수장은 에몬노카미(衛門督, 나중에 사에몬노카미 · 우에몬노카미)이다. 「가시와기」(柏木)는 일본 헤이안 왕조 와카의 위문부, 그리고 그 수장인 에몬노카미의 아칭(雅称)이다.
※ 당초 (좌우) 위사부나 (좌우) 병위부와 함께 오위부(五衛府)라고 불렸고, 재설치된 뒤에는 (좌우)근위부(近衛府)와 (좌우) 병위부와 함께 육위부(六衛府)로 불린다. 여기에서는 편의상 위사부 통합 이전을 「전기」, 위사부의 개칭을 수반한 재설치 이후를 「후기」라고 표기한다.

## 전기
유게오히(靫負)의 전통을 이어받아 문부를 중심으로 함께 위사도 배정한다. 태고부터 궁성의 성문 경비를 담당해 온 씨족이라 하여 문부라 불렸다. 그 맡은 직무는 궁문을 수위하여 통행하는 자를 검찰하는 것이었다. 덴표호지 2년(758년)에 후지와라노 나카마로가 관직명을 당풍화하였을 때 사문위로 개칭했지만, 후지와라노 나카마로가 실각한 후인 덴표호지 8년(764년)에 다시 문부로 개칭된다. 다이토 3년(808년) 7월 22일에 좌우 위사부에 합병됨에 따라 좌우 위사부로 일원화된다.

### 직원 구성
가미(督)
4등관의 장관인 '가미'에 해당하며 관위 상당은 정5위상이다. 엔랴쿠 18년(799년) 4월 27일에 종4위하로 올랐으며 이후 정착한다. 정원은 좌우 각1명.
스케(佐)
4등관의 차관인 '스케'에 해당하며 관위 상당은 종5위하. 엔랴쿠 18년 4월 27일에 종5위로 올랐고 이후 정착한다. 정원은 좌우 각1명.
다이이 · 쇼이
4등관의 죠(판관)에 해당하며 관위 상당은 각각 종6위하 · 정7위상이다. 정원은 각각 좌우위부 및 위문부 각2명.
다이지 · 쇼지
4등관의 사칸(主典)에 해당하며 관위 상당은 각각 정8위하· 종8위상이다. 정원은 각각 좌우 위부 및 위문부 각2명.
그 밖에
- 의사 - 정8위하
- 문부(門部) - 궁문을 수위
- 위사 - 궁문을 수위
- 물부(物部, 통행인을 검찰),  사부, 직정(直丁) 등이 있었다. → (번상 항목 참조)

또한 위사부에 병합될 때까지 존재했던 관직으로 
- 하야토 츠카사(準人司)가 있었다. (이후 병부성으로 이관되었다)

## 후기

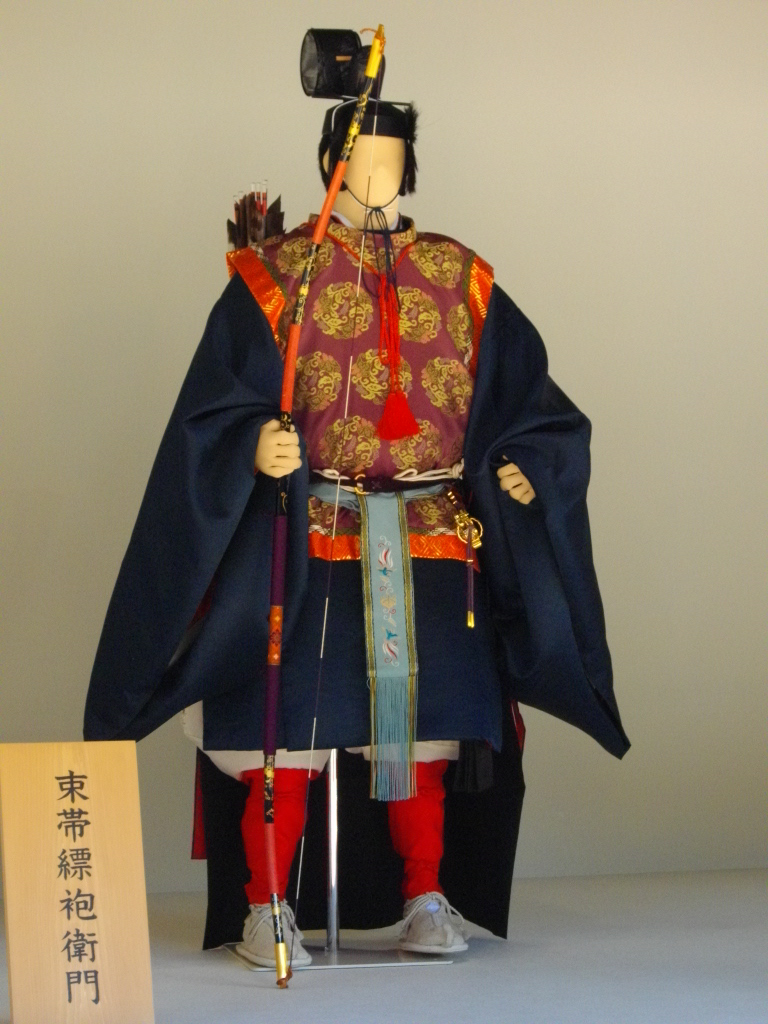
소쿠타이 표포(縹袍)를 착용한 위문의 상(재현)

고닌 2년(811년) 11월 28일에 좌우 위사부를 개편하여 이를 통틀어 좌우위문부로 개칭했다. 황궁인 대내리의 외곽 중에서 건춘문(建春門) · 건례문(建礼門) · 의추문(宜秋門) · 삭평문(朔平門)에서 바깥으로 양명문 · 은부문(殷富門) · 주작문 · 위감문 안쪽을 보안하는 직무를 맡고 있었으나, 이 임무는 후대에 검비위사청에 넘어갔다. 검비위사청도 당초 위문부 내에 설치되었고 위문부의 관인이 검비위사를 겸임하고 있었기 때문이다. 좌위문부의 진소(陣所, 본부)는 건춘문(建春門)에, 우위문부의 진소는 의추문(宜秋門)에 각각 자리하고 있었다.

### 직원 구성
가미
종4위하에 해당한다. 정원은 좌우 각1명이며 권관(権官)은 없었다. 중납언 · 참의가 겸임하는 경우가 많았으며, 또한 좌우 효에노카미(兵衛督)까지 모두 4명이 검비위사별당(검비위사의 장관) 겸직의 후보군에 관례적으로 올랐다. 당풍 명칭은 금오대장군(金吾大将軍) · 감문대장군(監門大将軍).
스케
종5위상에 상당한다. 정원은 좌우 각1명이며 권관이 있었다. 좌우 에몬노스케(衛門権佐)는 검비위사의 선지(宣旨)를 받는 경우가 있었다(율령에 설정된 정관正官인 좌우위문부의 스케는 율령에 설정되지 않은 영외관직인 검비위사를 겸하지 않았다). 당풍 명칭은 금오장군(金吾将軍), (금오차장金吾次将), 감문소장군(監門小将軍) 또는 감문차장(監門次将).
다이이 · 쇼이
각각 종6위하 · 정7위상에 상당한다. 정원은 각각 좌우 각 2명이었지만, 이후 증원되어 갔다. 당풍 명칭은 금오장사(金吾長史) · 금오교위(金吾校尉) · 감문장사(監門長史)이다. 통상적으로 다이이에는 문관, 쇼이에는 무관이 임명되었다.
다이지 · 쇼지
각각 정8위하 · 종8위상에 상당하였다. 정원은 좌우 각2명이었지만, 위문부가 쇠미해짐에 따라 임관되지 않게 되었다.
그 밖에 
- 의사 - 정8위하에 해당한다.
- 위사 - 미야기 보안 및 총괄로서 대장 당직으로 길 위가 놓인다.
- 문부 , 물부, 부장(府掌), 사부, 직정 등이 있었다. → (번상 항목 참조)

## 무가의 관위로써
나중에 위문부의 직장은 검비위사나 무가에 넘어가서 가마쿠라 시대 이후 조정의 기능은 유명무실해져 갔다. 그러나 관직 중에서도 위문부 등의 무관 벼슬은 특히 무가들로부터 선호받았고 오로지 무가에 주어지게 된다. 무로마치 시대는 대체로 세 간레이(管領) 가문 가운데 하나인 하타케 야마 씨의 당주가 사에몬노카미에 대대로 임관했기 때문에 하타케야마 집안은 금오가(金吾家)라고도 불렸다. 또한 아즈치모모야마 시대의 다이묘인 고바야카와 히데아키는 중납언(中納言)의 관직과 함께 사에몬노카미를 겸했기 때문에 '금오 중납언(金吾中納言)"이라했다. 이밖에도 센고쿠 시대에는 일본 각지에 할거 한 센고쿠 다이묘가 사에몬노쇼이를 생략한 사에몬노이(左衛門尉)를 수령명으로 가신에게 주기 시작해(사카이 씨에서 다다쓰구를 낸 가계 등) 에도 시대가 되면 무가 관위 제도가 설정하고 더 이상 조정과는 아무런 관계없이 이 사에몬노이가 하타모토나 고케닌 등의 중급 무사에 주어지게 된다. 에도 마치부교로 유명한 도야마 가게모토도 이에 해당한다.

## 주요 임관자

### 사에몬노카미
가마쿠라 시대
- 미나모토노 요리이에

무로마치 시대
- 하타케야마 미쓰이에
- 하타케야마 모치쿠니
- 하타케야마 마사나가

전국 시대
- 아사쿠라 요시카게
- 오토모 소린
- 오자키 요시타카
- 시마즈 도시히사

아즈치모모야마 시대
- 사카이 다다쓰구
- 고바야카와 히데아키

### 우에몬노카미
헤이안 시대
- 源直

전국 시대
- 모리 데루모토

### 사에몬노스케
전국 시대
- 고바야카와 다카카게

아즈치모모야마 시대
- 사나다 노부시게

### 우에몬노스케
헤이안 시대
- 후지와라노 아키이에 - 조랴쿠 원년(1037년) 임관

### 사에몬노이
헤이안 시대
- 후지와라노 지쓰네
- 미나모토노 미쓰마사
- 미나모토노 요시치카
- 미나모토노 요시타다
- 미나모토노 다메요시
- 미나모토노 요리카타
- 미나모토노 가네쓰나
- 미나모토노 요시츠네
- 우쓰노미야 도모쓰나
- 우츠노미야 나리쓰나

가마쿠라 시대
- 아다치 가게모리
- 아다치 도모토
- 오야마 도모마사
- 구도 요시쓰네
- 시마즈 다다카게
- 시마즈 다다쓰나
- 시마즈 다다토키

남북조 시대 ~ 무로마치 시대
- 아카마쓰 노리스케
- 구스노키 마사시게
- 구스노키 마사유키
- 사사키 도요
- 나가오 가게하루

전국 시대
- 사가라 다메쓰구
- 마쓰이 무네노부
- 무라카미 요시키요

## 같이 보기
- 가명 (통칭)
- 사에몬
- 우에몬
- 백관명
- 에몬노스케노쓰보네
- 가시와기 (겐지 이야기)